# Rdza róży
Rdza róży – grzybowa choroba roślin z grupy rdzy. Występuje na  różach, a wywoływana jest przez dwa gatunki grzybów: Phragmidium mucronatum i Phragmidium tuberculatum, a czasami także przez Phragmidium bulbosum.

## Występowanie i szkodliwość
Choroba występuje na wielu gatunkach róż, zarówno na uprawianych, jak i dziko rosnących. Atakuje zarówno róże uprawiane na polu, jak i te w uprawie szklarniowej. Powoduje deformację, obumieranie i przedwczesne opadanie liści. Mogą ulec porażeniu także pędy i kora. Silnie porażone rośliny ulegają osłabieniu, słabo kwitną i w zimie łatwiej przemarzają.
Poszczególne gatunki i odmiany róż mają różną odporność na rdzę róży. Wśród kilku pospolitych gatunków występujących w Polsce róż, na których przeprowadzono badania, największą odporność wykazała róża rdzawa (Rosa rubiginosa). Gatunek ten może zostać wykorzystany przy hodowli nowych odmian odpornych na tę chorobę.

## Objawy
Obydwa patogeny wywołujące chorobę dają bardzo podobne objawy. Wiosną na pędach, ogonkach i nerwach liści pojawiają się pomarańczowe modzele. Są to skupiska ecjów. Mogą one powodować deformację porażonych części róż. Później na dolnej stronie liści pojawiają się pomarańczowe, pylące grudki urediniów, a jeszcze później czarne, również pylące grudki teliów. Pojedyncze telium ma średnicę do 0,5 mm. Na górnej stronie liści nad urediami i teliami powstają żółtawe plamy. Na owocach mogą powstawać ecja.
Rozwojowi choroby sprzyja wilgotna pogoda, podczas słonecznej i ciepłej pogody choroba ulega przyhamowaniu.

## Epidemiologia
Obydwa patogeny są pasożytami jednodomowymi, pełnocyklowymi, co znaczy, że ich rozwój odbywa się na jednym tylko żywicielu, i w trakcie tego rozwoju wytwarzają wszystkie 5 właściwych dla rdzy rodzajów zarodników.
U obydwu patogenów zimują powstające w teliach zarodniki przetrwalnikowe zwane teliosporami.  Wiosną na kiełkujących teliosporach powstają  podstawki wytwarzające zarodniki płciowe – bazydiospory. To one dokonują infekcji pierwotnej zakażając wiosną róże. Na zakażonych różach rozwijają się ecja i trudne do zauważenia spermogonia. Powstające w ecjach ecjospory roznoszone przez wiatr rozprzestrzeniają chorobę  dokonując infekcji wtórnej. Na liściach zakażonych przez ecjospory powstają uredinia i telia.

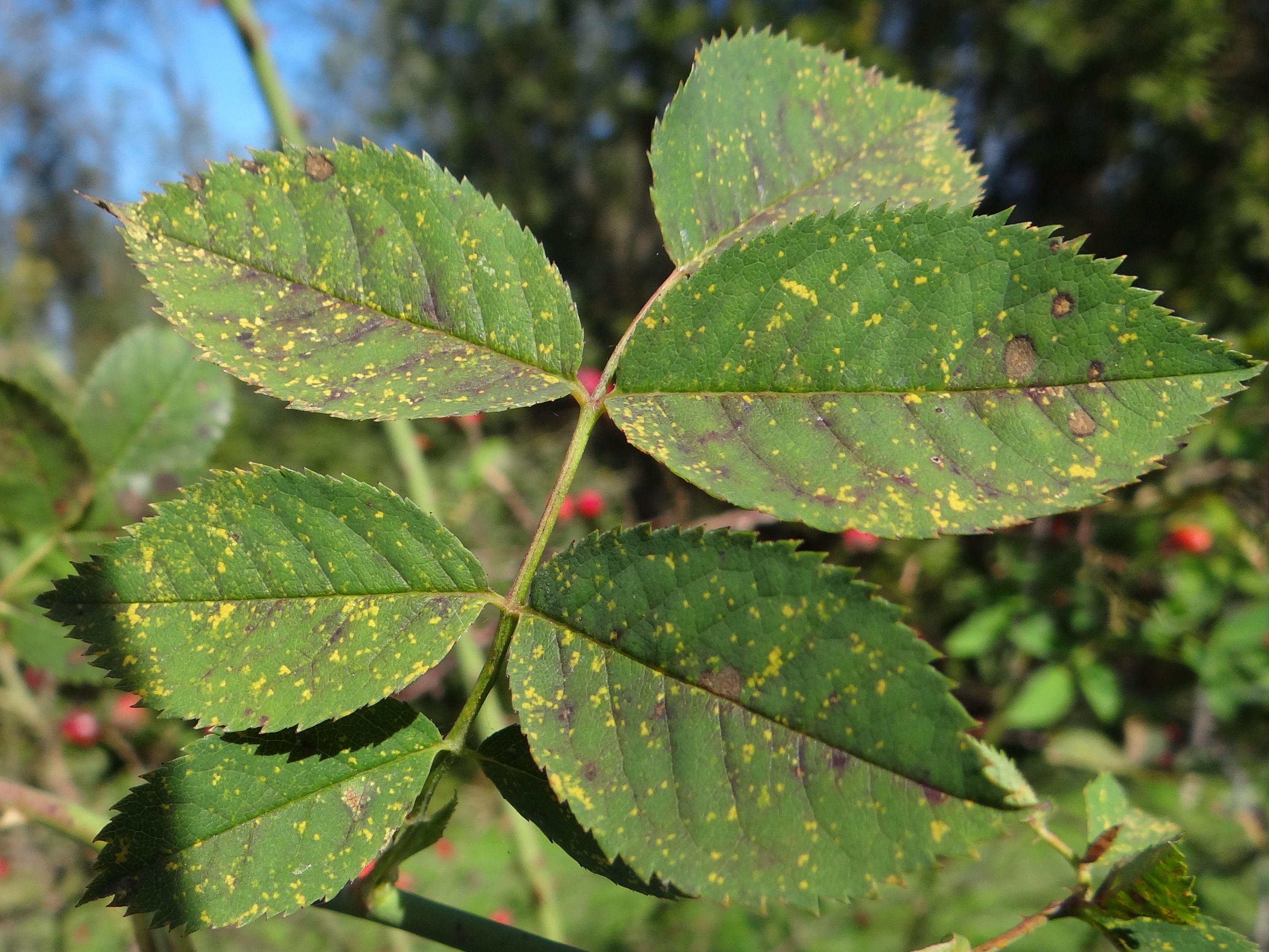
Plamy na górnej stronie listka
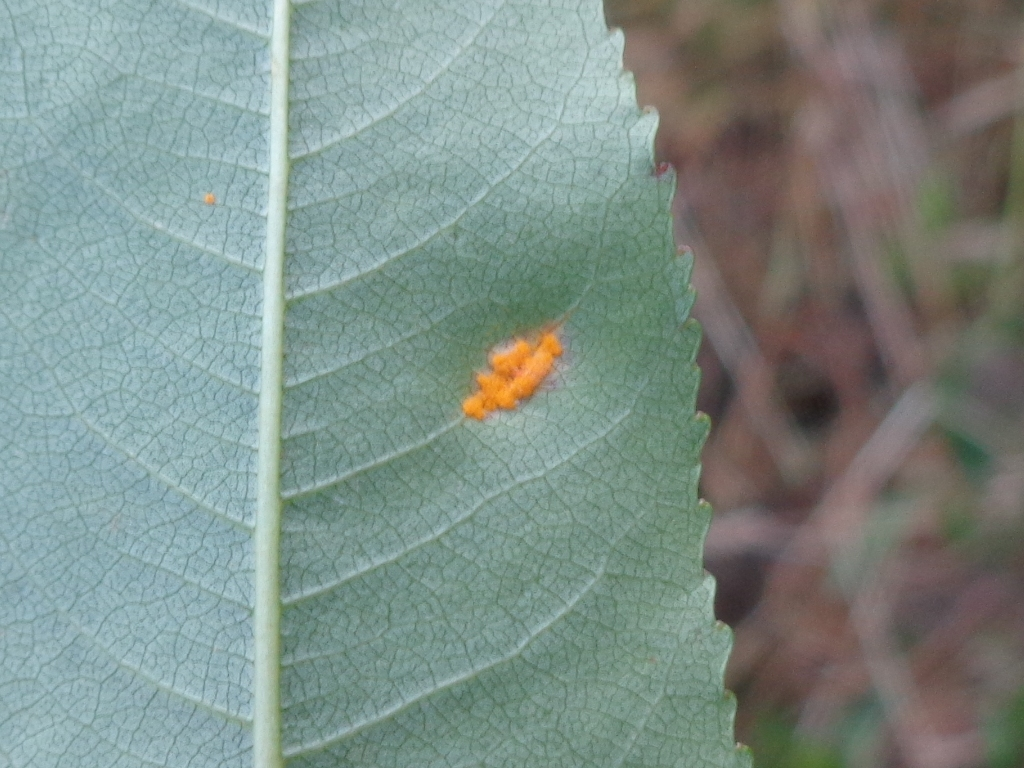
Ecjum na liściu
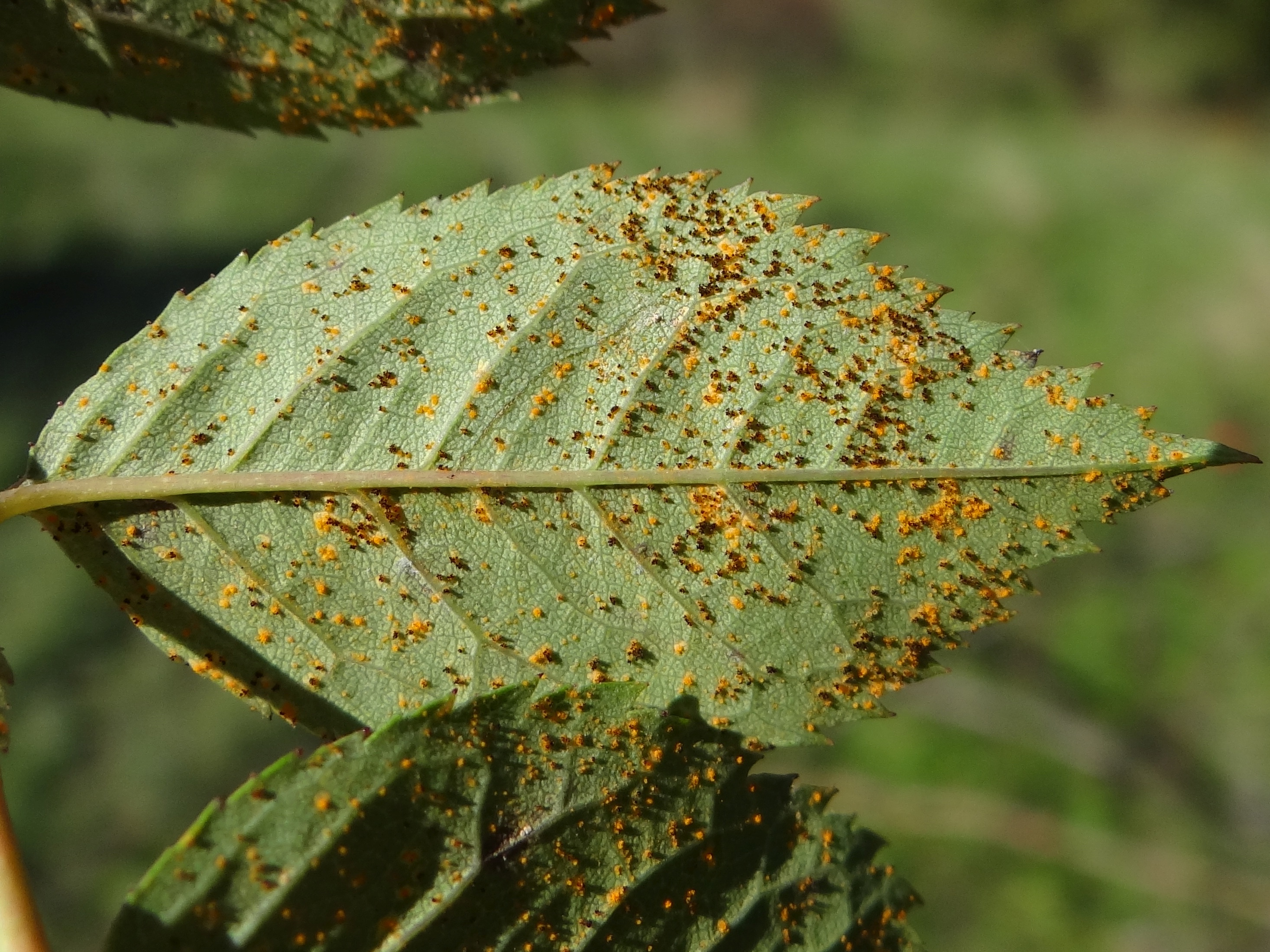
Uredinia i telia na dolnej stronie listka
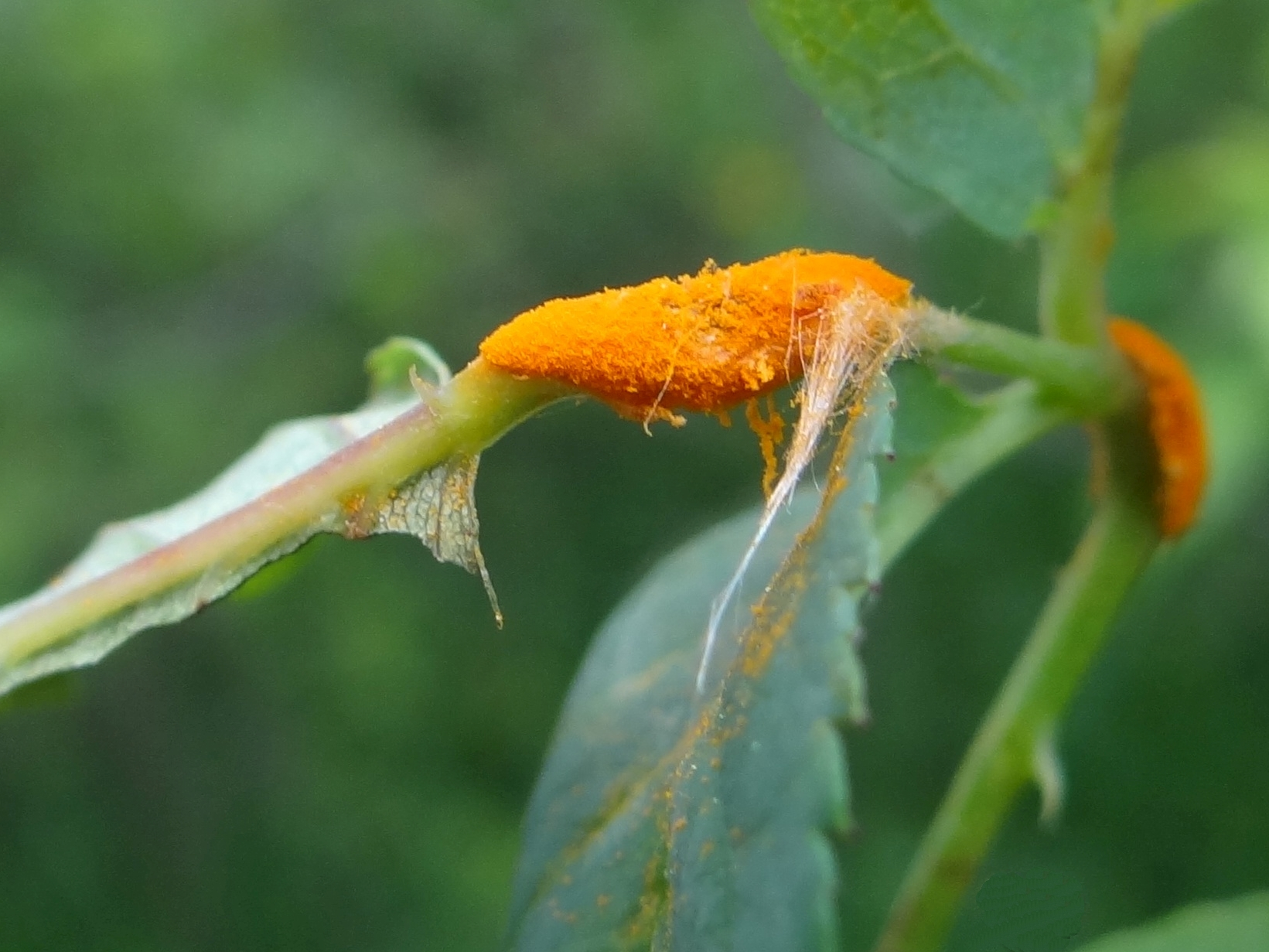
Ecja i zniekształcenia pędu
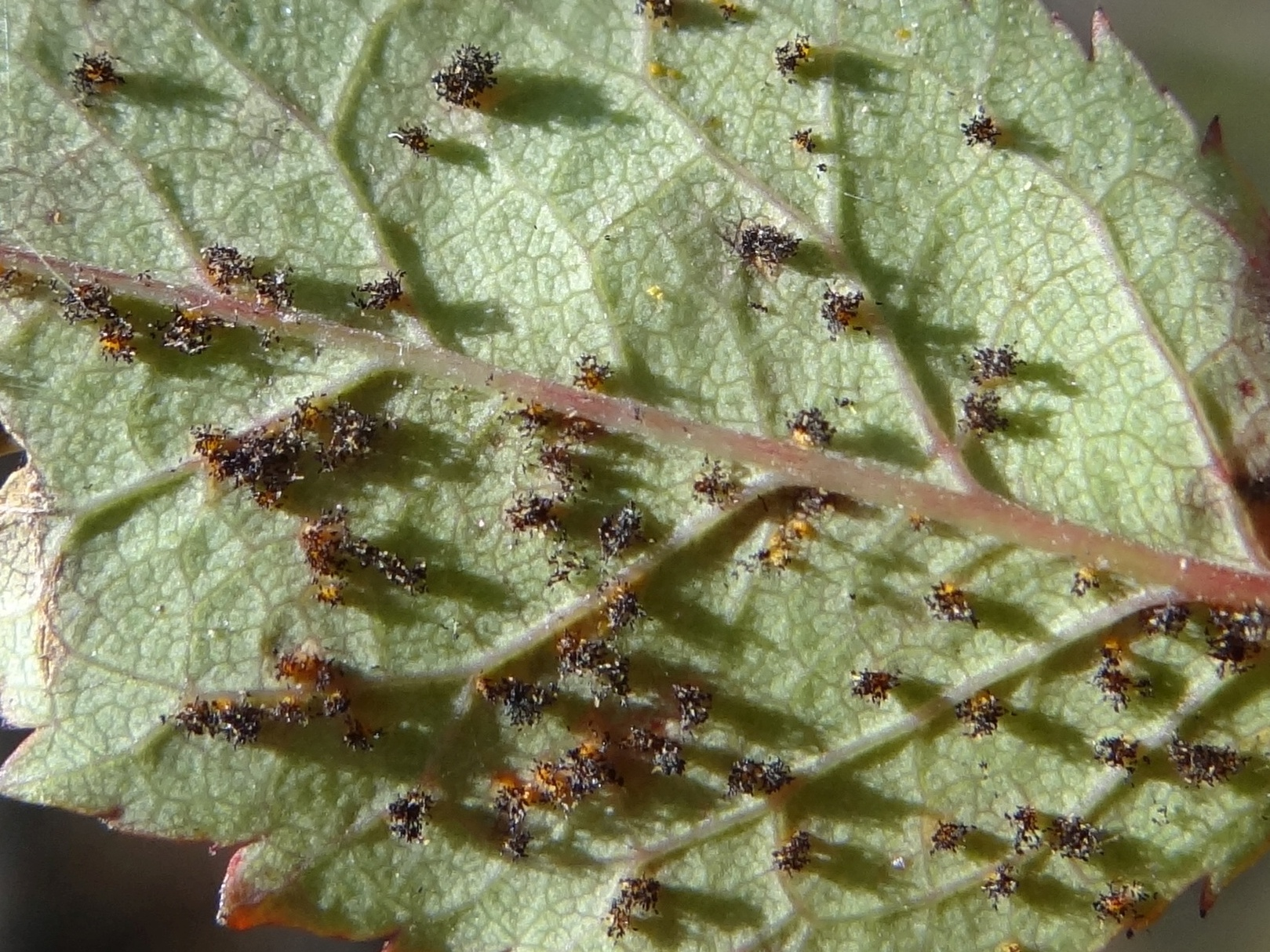
Telia na dolnej stronie listka

## Ochrona
Zapobieganie polega na wygrabywaniu i niszczeniu opadłych jesienią liści, w nich bowiem przezimowują zarodniki patogenów. Przy uprawie szklarniowej unikać należy zraszania liści, sprzyja to bowiem zakażeniom. Przy uprawie polowej należy unikać nadmiernego zagęszczenia.
Chemicznie zwalcza się chorobę opryskiwaniem fungicydami ditiokarbaminianowymi (mankozeb), triazolowymi (propikonazol, tetrakonazol, difenokonazol) lub strobilurynowymi (azoksystrobina).